# Jerônimo, o Herói do Sertão
Jerônimo, o Herói do Sertão foi uma radionovela brasileira  do gênero nordestern (um western ambientado no Nordeste brasileiro). de bastante sucesso e que recebeu adaptações para a televisão, cinema e histórias em quadrinhos.

## Histórico
Jerônimo, o Herói do Sertão, foi criada em 1953 por Moysés Weltman para a Rádio Nacional. Ambientada no sertão brasileiro, era bastante influenciada pelo faroeste americano. A radionovela ficou 14 anos no ar.

## Outras mídias

### Histórias em Quadrinhos
Em 1957, Jerônimo ganhou uma revista em quadrinhos pela Rio Gráfica Editora escrita pelo próprio Moysés Weltman e desenhada por artistas como Edmundo Rodrigues e Flavio Colin.
No final da década de 1970, uma nova revista foi publicada pela Bloch Editores, foram publicadas apenas 3 edições em formatinho, novamente desenhada por Rodrigues.

### Televisão
Em 1972, Jerônimo é adaptado para a televisão em uma telenovela de mesmo nome pela TV Tupi. O protagonista foi interpretado por Francisco di Franco, o comediante Canarinho era o Moleque Saci e Eva Christian, Aninha.
Em 1984, Jerônimo ganhou um remake chamado Jerônimo no SBT. Francisco di Franco interpretou novamente o herói e a atriz Suzy Camacho interpretou Aninha.

### Filme
Em 1972, a radionovela foi adaptada para o cinema, nesse filme Jerônimo foi interpretado por Adolpho Chadler (que além de atuar foi diretor e produtor do filme).

### Literatura de cordel
Caetano Cosme da Silva publicou o folheto de cordel Jerônimo o Grande Herói do Sertão, uma segunda edição foi publicada pela Luzeiro. José Pedro pontual publicou o folheto A face da morte : com Jerônimo o herói do sertão.